# Scutellinia totaranuiensis
Scutellinia totaranuiensis är en svampart som beskrevs av J. Moravec 1996. Scutellinia totaranuiensis ingår i släktet Scutellinia och familjen Pyronemataceae.   Inga underarter finns listade i Catalogue of Life.